# ثابت (فيزياء)
في الفيزياء النظرية، الثابت هو نظام يمكن ملاحظته في نظام فيزيائي يظل دون تغيير في ظل بعض التحولات. الثبات كمصطلح أوسع ينطبق أيضًا على عدم تغيير شكل القوانين الفيزيائية تحت التحول، وهو أقرب في النطاق إلى التعريف الرياضي. ترتبط ثوابت النظام ارتباطًا وثيقًا بالتماثلات التي تفرضها بيئتها.

## الأهمية
الثابت مفهوم مهم في الفيزياء النظرية الحديثة، ويتم التعبير عن العديد من النظريات من حيث التماثلات والثوابت.

## أمثلة
في الميكانيكا الكلاسيكية والكمية، ينتج عن ثبات الفضاء تحت الانسحاب أن الزخم ثابتًا والحفاظ على الزخم في حين أن ثبات أصل الوقت أي الانسحاب في الوقت المناسب، ينتج عنه كون الطاقة ثابتة والحفاظ على الطاقة. بشكل عام وفقًا لنظرية نويثر فإن أي ثبات في نظام مادي في ظل تناظر مستمر يؤدي إلى قانون حفظ أساسي.
في البلورات  تكون كثافة الإلكترون دورية وثابتة فيما يتعلق بالترجمات المنفصلة بواسطة نواقل خلية الوحدة. في عدد قليل جدًا من المواد، يمكن كسر هذا التناظر بسبب الارتباطات الإلكترونية المحسنة.
من الأمثلة الأخرى على الثوابت الفيزيائية سرعة الضوء، وشحنة وكتلة الجسيم التي تمت ملاحظته من إطارين مرجعيين يتحركان فيما يتعلق ببعضهما البعض (الثبات في الزمكان، وتحول لورنتز)، وثبات الوقت والتسارع. التحول بين إطارين من هذا القبيل يتحركان بسرعات منخفضة.
يمكن أن تكون الكميات ثابتة في ظل بعض التحولات الشائعة ولكن ليس في ظل التحولات الأخرى. على سبيل المثال ، تكون سرعة الجسيم ثابتة عند تبديل تمثيلات الإحداثيات من الإحداثيات المستطيلة إلى الإحداثيات المنحنية، ولكنها ليست ثابتة عند التحويل بين الإطارات المرجعية التي تتحرك فيما يتعلق ببعضها البعض. الكميات الأخرى مثل سرعة الضوء دائمًا ما تكون ثابتة.
يقال إن القوانين الفيزيائية ثابتة في ظل التحولات عندما تظل تنبؤاتها دون تغيير. هذا يعني عمومًا أن شكل القانون (مثل نوع المعادلات التفاضلية المستخدمة لوصف القانون) لم يتغير في التحولات بحيث لا يتم الحصول على حلول إضافية أو مختلفة.
على سبيل المثال ، القاعدة التي تصف قوة الجاذبية لنيوتن بين قطعتين من المادة هي نفسها سواء كانت في هذه المجرة أو في أخرى (الثبات الانتقالي في الفضاء).

## اقرأ أيضا
- ثابت البنية الدقيقة في الذرة